# Croatia Open Umag
Croatia Open Umag, oficiálním názvem Plava Laguna Croatia Open Umag, je profesionální tenisový turnaj mužů hraný v chorvatském Umagu, přístavním městě ležícím v Istrijské župě. Založen byl v roce 1990 jako Yugoslav Open, v době existence socialistické Jugoslávie. V daném roce vznikl okruh ATP Tour, jehož součástí se turnaj stal. Od sezóny 2009 se na něm řadí do kategorie ATP Tour 250. 
Croatia Open Umag probíhá během července na otevřených antukových dvorcích v komplexu turistického střediska Stella Maris, navrženého v roce 1989 architektem Marijanem Videcem. Centrální dvorec s kapacitou 3 500 diváků byl v roce 2016 pojmenován po wimbledonském šampionu Goranu Ivaniševićovi. Do singlové soutěže nastupuje dvacet osm hráčů a čtyřhry se účastní šestnáct párů. Úvodní ročník ovládl Chorvat Goran Prpić po finálové výhře nad 19letým Ivaniševićem. Získal tak jediný kariérní titul z dvouhry v této úrovni tenisu. Nejvyšší počet pěti singlových trofejí si odvezl Španěl Carlos Moyà, včetně tří v řadě. Trojnásobným šampionem se stal Rakušan Thomas Muster. Oběma tenistům bylo uděleno čestné občanství Umagu.

## Vývoj názvu turnaje
- 1990–1991: Yugoslav Open
- 1992–2005: Croatia Open Umag
- 2006–2011: Studena Croatia Open Umag
- 2012–2014: Vegeta Croatia Open Umag
- 2015–2016: Konzum Croatia Open Umag
- od 2017: Plava Laguna Croatia Open Umag

## Přehled finále

### Dvouhra
| Rok  | vítěz                          | finalista                      | výsledek                       |
| ---- | ------------------------------ | ------------------------------ | ------------------------------ |
| 1990 | Goran Prpić                    | Goran Ivanišević               | 6–3, 4–6, 6–4                  |
| 1991 | Dmitrij Poljakov               | Javier Sánchez                 | 6–4, 6–4                       |
| 1992 | Thomas Muster                  | Franco Davín                   | 6–1, 4–6, 6–4                  |
| 1993 | Thomas Muster (2)              | Alberto Berasategui            | 7–5, 3–6, 6–3                  |
| 1994 | Alberto Berasategui            | Karol Kučera                   | 6–2, 6–4                       |
| 1995 | Thomas Muster (3)              | Carlos Costa                   | 3–6, 7–6(7–5), 6–4             |
| 1996 | Carlos Moyà                    | Félix Mantilla                 | 6–0, 7–6(7–4)                  |
| 1997 | Félix Mantilla                 | Sergi Bruguera                 | 6–3, 7–5                       |
| 1998 | Bohdan Ulihrach                | Magnus Norman                  | 6–3, 7–6(7–0)                  |
| 1999 | Magnus Norman                  | Jeff Tarango                   | 6–2, 6–4                       |
| 2000 | Marcelo Ríos                   | Mariano Puerta                 | 7–6(7–1), 4–6, 6–3             |
| 2001 | Carlos Moyà (2)                | Jérôme Golmard                 | 6–4, 3–6, 7–6(7–2)             |
| 2002 | Carlos Moyà (3)                | David Ferrer                   | 6–2, 6–3                       |
| 2003 | Carlos Moyà (4)                | Filippo Volandri               | 6–4, 3–6, 7–5                  |
| 2004 | Guillermo Cañas                | Filippo Volandri               | 7–5, 6–3                       |
| 2005 | Guillermo Coria                | Carlos Moyà                    | 6–2, 4–6, 6–2                  |
| 2006 | Stanislas Wawrinka             | Novak Djoković                 | 6–6(1–3)skreč                  |
| 2007 | Carlos Moyà (5)                | Andrei Pavel                   | 6–4, 6–2                       |
| 2008 | Fernando Verdasco              | Igor Andrejev                  | 3–6, 6–4, 7–6(7–4)             |
| 2009 | Nikolaj Davyděnko              | Juan Carlos Ferrero            | 6–3, 6–0                       |
| 2010 | Juan Carlos Ferrero            | Potito Starace                 | 6–4, 6–4                       |
| 2011 | Alexandr Dolgopolov            | Marin Čilić                    | 6–4, 3–6, 6–3                  |
| 2012 | Marin Čilić                    | Marcel Granollers              | 6–4, 6–2                       |
| 2013 | Tommy Robredo                  | Fabio Fognini                  | 6–0, 6–3                       |
| 2014 | Pablo Cuevas                   | Tommy Robredo                  | 6–3, 6–4                       |
| 2015 | Dominic Thiem                  | João Sousa                     | 6–4, 6–1                       |
| 2016 | Fabio Fognini                  | Andrej Martin                  | 6–4, 6–1                       |
| 2017 | Andrej Rubljov                 | Paolo Lorenzi                  | 6–4, 6–2                       |
| 2018 | Marco Cecchinato               | Guido Pella                    | 6–2, 7–6(7–4)                  |
| 2019 | Dušan Lajović                  | Attila Balázs                  | 7–5, 7–5                       |
| 2020 | zrušeno pro pandemii covidu-19 | zrušeno pro pandemii covidu-19 | zrušeno pro pandemii covidu-19 |
| 2021 | Carlos Alcaraz                 | Richard Gasquet                | 6–2, 6–2                       |
| 2022 | Jannik Sinner                  | Carlos Alcaraz                 | 6–7(5–7), 6–1, 6–1             |
| 2023 | Alexei Popyrin                 | Stan Wawrinka                  | 6–7(5–7), 6–3, 6–4             |
| 2024 | Francisco Cerúndolo            | Lorenzo Musetti                | 2–6, 6–4, 7–6(7–5)             |
| 2025 | Luciano Darderi                | Carlos Taberner                | 6–3, 6–3                       |

### Čtyřhra
| Rok  | vítězové                                  | finalisté                             | výsledek                       |
| ---- | ----------------------------------------- | ------------------------------------- | ------------------------------ |
| 1990 | Vojtěch Flégl Daniel Vacek                | Andrej Čerkasov Andrej Olchovskij     | 6–4, 6–4                       |
| 1991 | Gil'ad Bloom Javier Sánchez               | Richey Reneberg David Wheaton         | 7–6, 2–6, 6–1                  |
| 1992 | David Prinosil Richard Vogel              | Sander Groen Lars Koslowski           | 6–3, 6–7, 7–6                  |
| 1993 | Filip Dewulf Tom Vanhoudt                 | Jordi Arrese Francisco Roig           | 6–4, 7–5                       |
| 1994 | Diego Pérez Francisco Roig                | Karol Kučera Paul Wekesa              | 6–2, 6–4                       |
| 1995 | Luis Lobo Javier Sánchez (2)              | David Ekerot László Markovits         | 6–4, 6–0                       |
| 1996 | Pablo Albano Luis Lobo (2)                | Ģirts Dzelde Udo Plamberger           | 6–4, 6–1                       |
| 1997 | Dinu Pescariu Davide Sanguinetti          | Dominik Hrbatý Karol Kučera           | 7–6, 6–4                       |
| 1998 | Neil Broad Piet Norval                    | Jiří Novák David Rikl                 | 6–1, 3–6, 6–3                  |
| 1999 | Mariano Puerta Javier Sánchez (3)         | Massimo Bertolini Cristian Brandi     | 3–6, 6–2, 6–3                  |
| 2000 | Álex López Morón Albert Portas            | Ivan Ljubičić Lovro Zovko             | 6–1, 7–6(7–2)                  |
| 2001 | Sergio Roitman Andrés Schneiter           | Ivan Ljubičić Lovro Zovko             | 6–2, 7–5                       |
| 2002 | František Čermák Julian Knowle            | Albert Portas Fernando Vicente        | 6–4, 6–4                       |
| 2003 | Álex López Morón (2) Rafael Nadal         | Todd Perry Thomas Šimada              | 6–1, 6–3                       |
| 2004 | José Acasuso Flávio Saretta               | Jaroslav Levinský David Škoch         | 4–6, 6–2, 6–4                  |
| 2005 | Jiří Novák Petr Pála                      | Michal Mertiňák David Škoch           | 6–3, 6–3                       |
| 2006 | Jaroslav Levinský David Škoch             | Guillermo García-López Albert Portas  | 6–4, 6–4                       |
| 2007 | Lukáš Dlouhý Michal Mertiňák              | Jaroslav Levinský David Škoch         | 6–1, 6–1                       |
| 2008 | Michal Mertiňák (2) Petr Pála (2)         | Carlos Berlocq Fabio Fognini          | 2–6, 6–3, [10–5]               |
| 2009 | František Čermák (2) Michal Mertiňák (3)  | Johan Brunström Jean-Julien Rojer     | 6–4, 6–4                       |
| 2010 | Leoš Friedl Filip Polášek                 | František Čermák Michal Mertiňák      | 6–3, 7–6(9–7)                  |
| 2011 | Simone Bolelli Fabio Fognini              | Marin Čilić Lovro Zovko               | 6–3, 5–7, [10–7]               |
| 2012 | David Marrero Fernando Verdasco           | Marcel Granollers Marc López          | 6–3, 7–6(7–4)                  |
| 2013 | Martin Kližan David Marrero (2)           | Nicholas Monroe Simon Stadler         | 6–1, 5–7, [10–7]               |
| 2014 | František Čermák (3) Lukáš Rosol          | Dušan Lajović Franko Škugor           | 6–4, 7–6(7–5)                  |
| 2015 | Máximo González André Sá                  | Mariusz Fyrstenberg Santiago González | 4–6, 6–3, [10–5]               |
| 2016 | Martin Kližan (2) David Marrero (3)       | Nikola Mektić Antonio Šančić          | 6–4, 6–2                       |
| 2017 | Guillermo Durán Andrés Molteni            | Marin Draganja Tomislav Draganja      | 6–3, 6–7(4–7), [10–6]          |
| 2018 | Robin Haase Matwé Middelkoop              | Roman Jebavý Jiří Veselý              | 6–4, 6–4                       |
| 2019 | Robin Haase Philipp Oswald                | Oliver Marach Jürgen Melzer           | 7–5, 6–7(2–7), [14–12]         |
| 2020 | zrušeno pro pandemii covidu-19            | zrušeno pro pandemii covidu-19        | zrušeno pro pandemii covidu-19 |
| 2021 | Fernando Romboli David Vega Hernández     | Tomislav Brkić Nikola Ćaćić           | 6–3, 7–5                       |
| 2022 | Simone Bolelli (2) Fabio Fognini (2)      | Lloyd Glasspool Harri Heliövaara      | 5–7, 7–6(8–6), [10–7]          |
| 2023 | Blaž Rola Nino Serdarušić                 | Simone Bolelli Andrea Vavassori       | 4–6, 7–6(7–2), [15–13]         |
| 2024 | Guido Andreozzi Miguel Ángel Reyes-Varela | Manuel Guinard Grégoire Jacq          | 6–4, 6–2                       |
| 2025 | Romain Arneodo Manuel Guinard             | Patrik Trhac Marcus Willis,           | 7−5, 7−6(7−2)                  |

## Rekordy
| Dvouhra                  | Dvouhra  | Dvouhra                 |
| Rekord                   | Rekord   | držitelé rekordu        |
| ------------------------ | -------- | ----------------------- |
| Nejvíce titulů           | 5        | Carlos Moyà             |
| Nejvíce finále           | 6        | Carlos Moyà             |
| Nejvíce titulů v řadě    | 3        | Carlos Moyà             |
| Nejvíce vyhraných zápasů | 44       | Carlos Moyà             |
| Nejmladší vítěz          | 18 let   | Carlos Alcaraz (2021)   |
| Nejstarší vítěz          | 31 let   | Tommy Robredo (2013)    |
| Nejvýše postavený vítěz  | 3. ATP   | Thomas Muster (1995)    |
| Nejníže postavený vítěz  | 169. ATP | Dmitrij Poljakov (1991) |

## Galerie

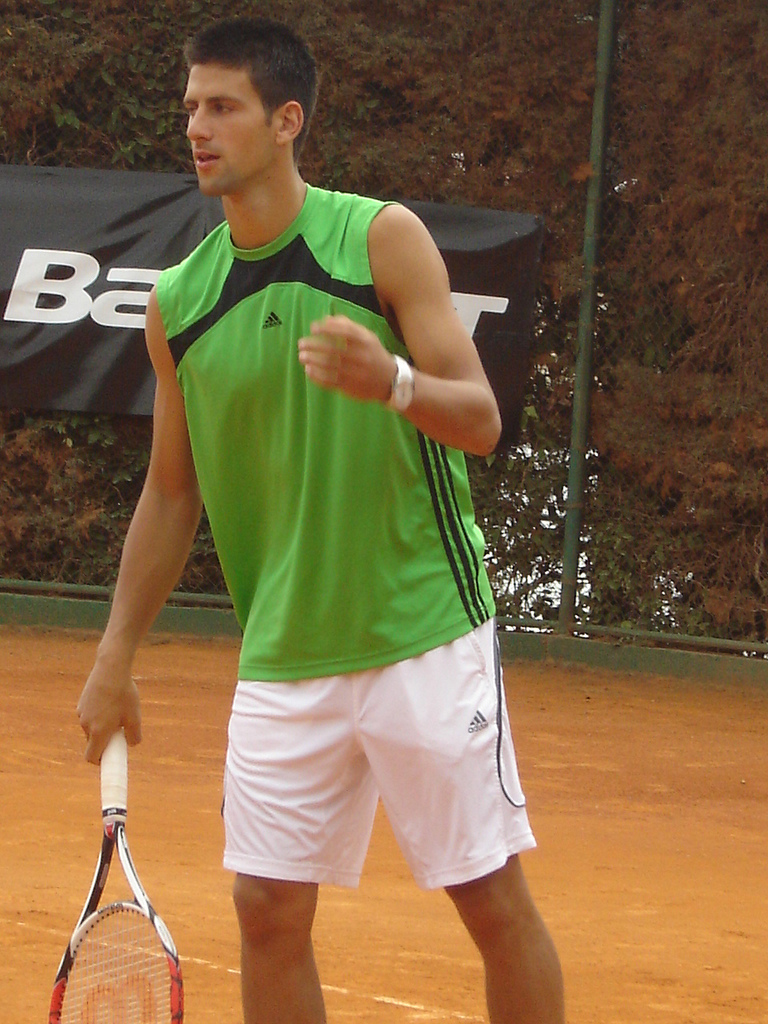
Novak Djoković, 2006
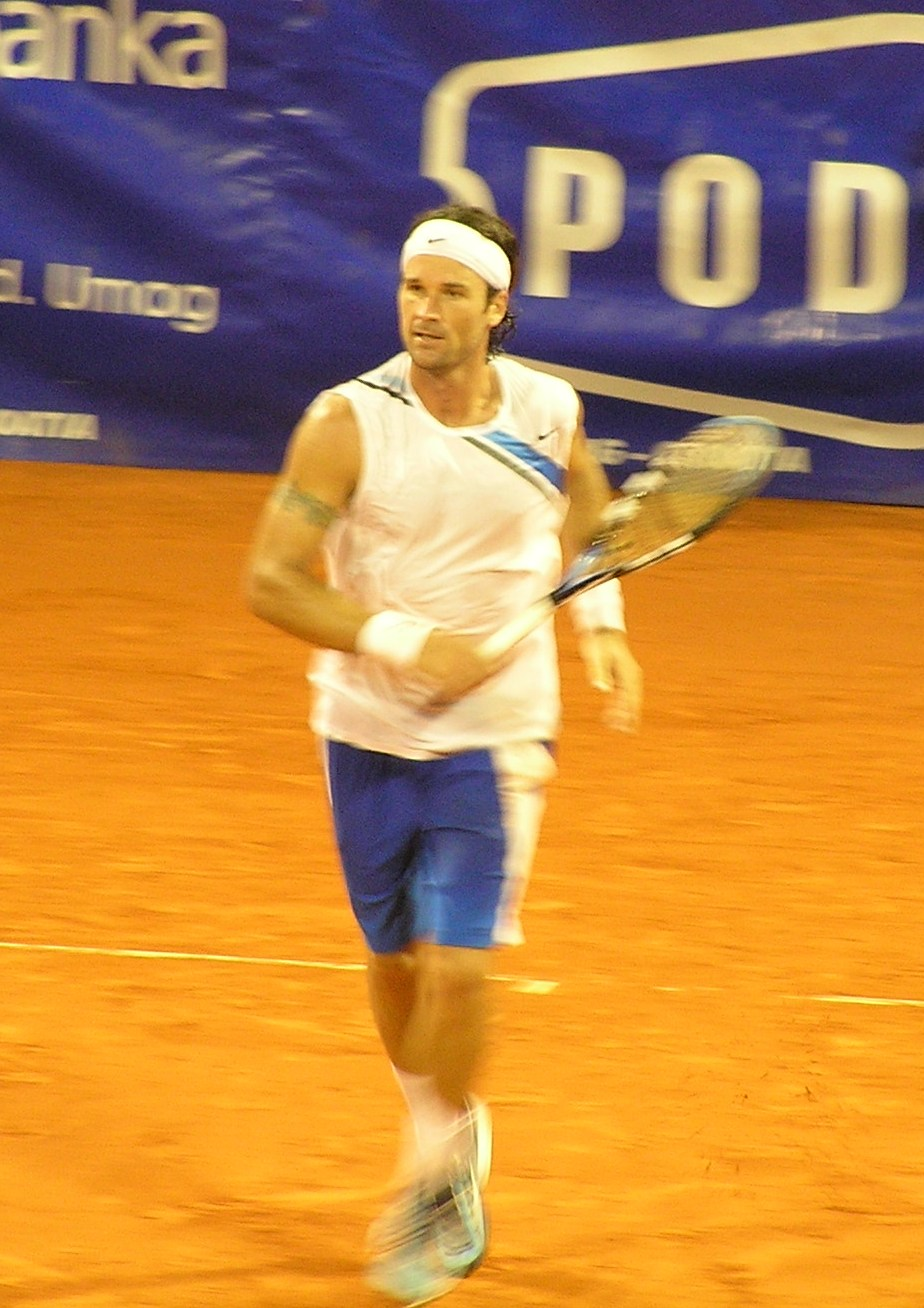
Carlos Moyà, 2007
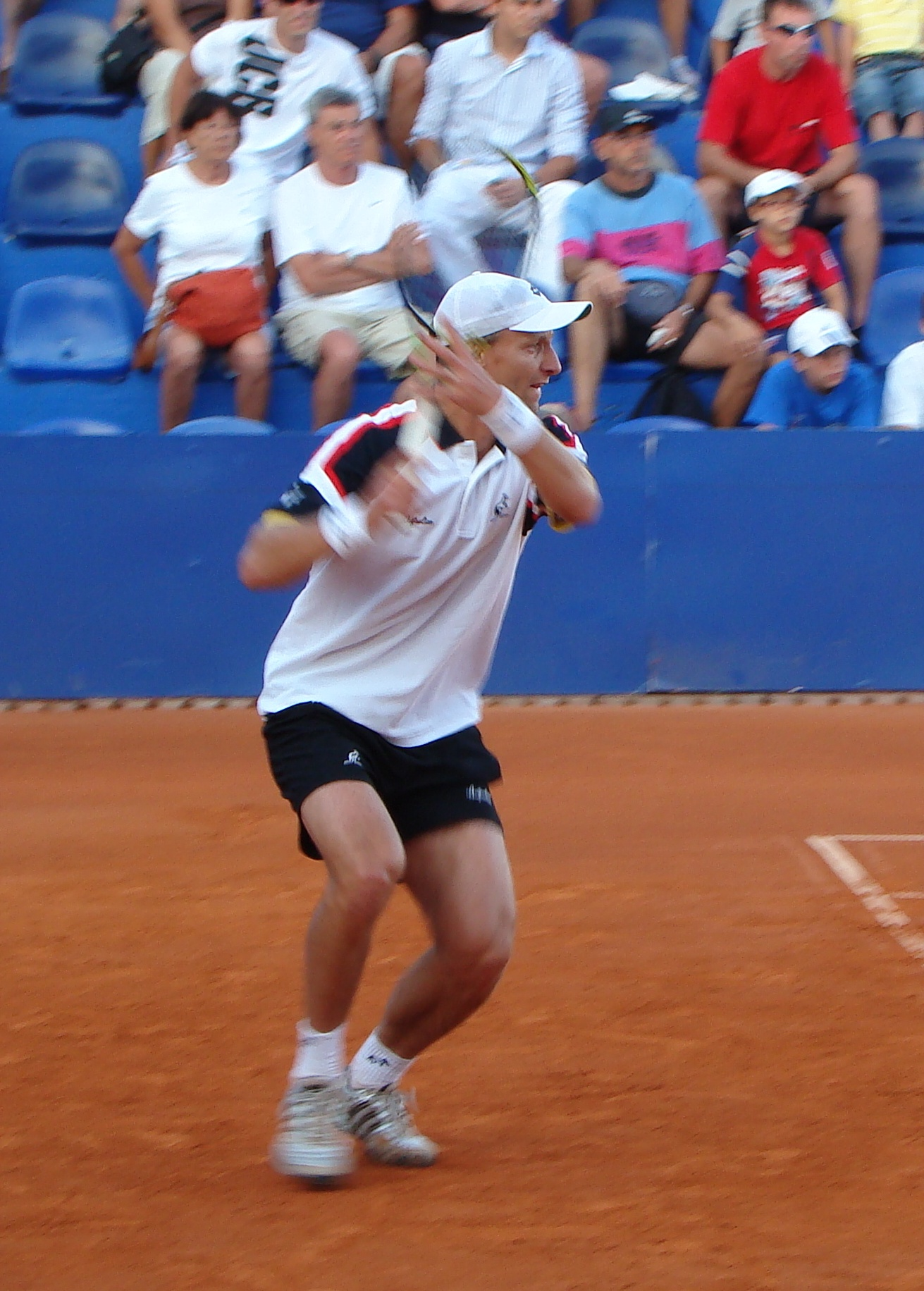
Jiří Vaněk, 2008
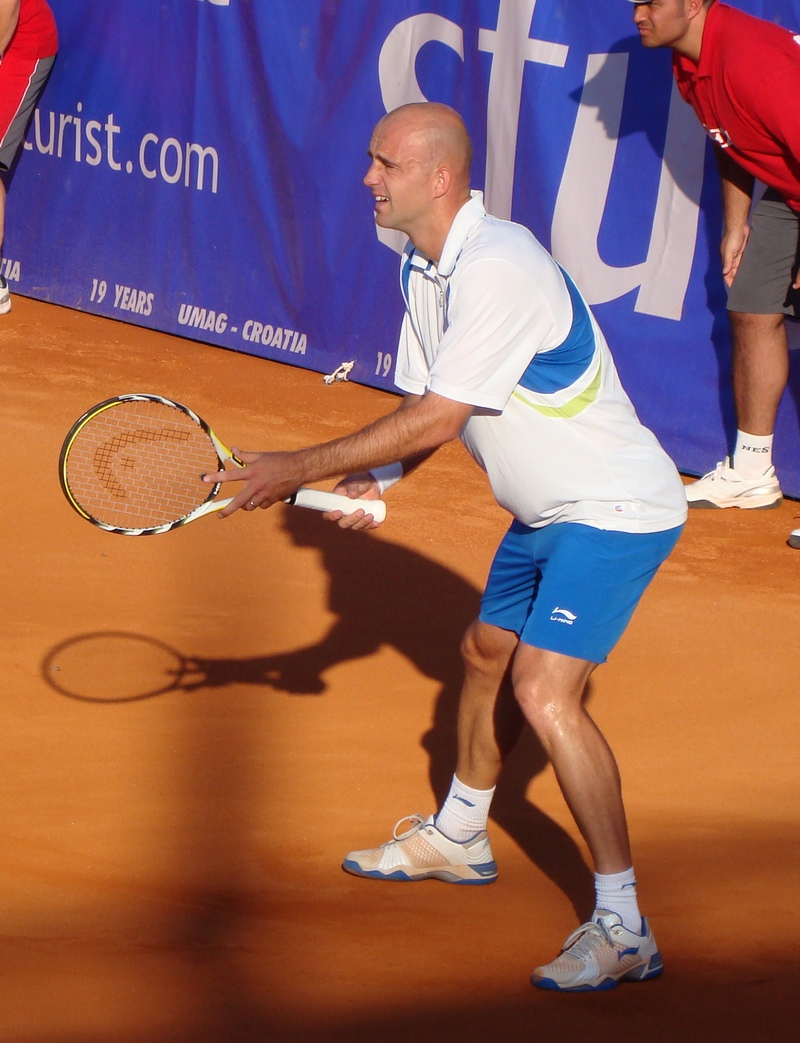
Ivan Ljubičić, 2008
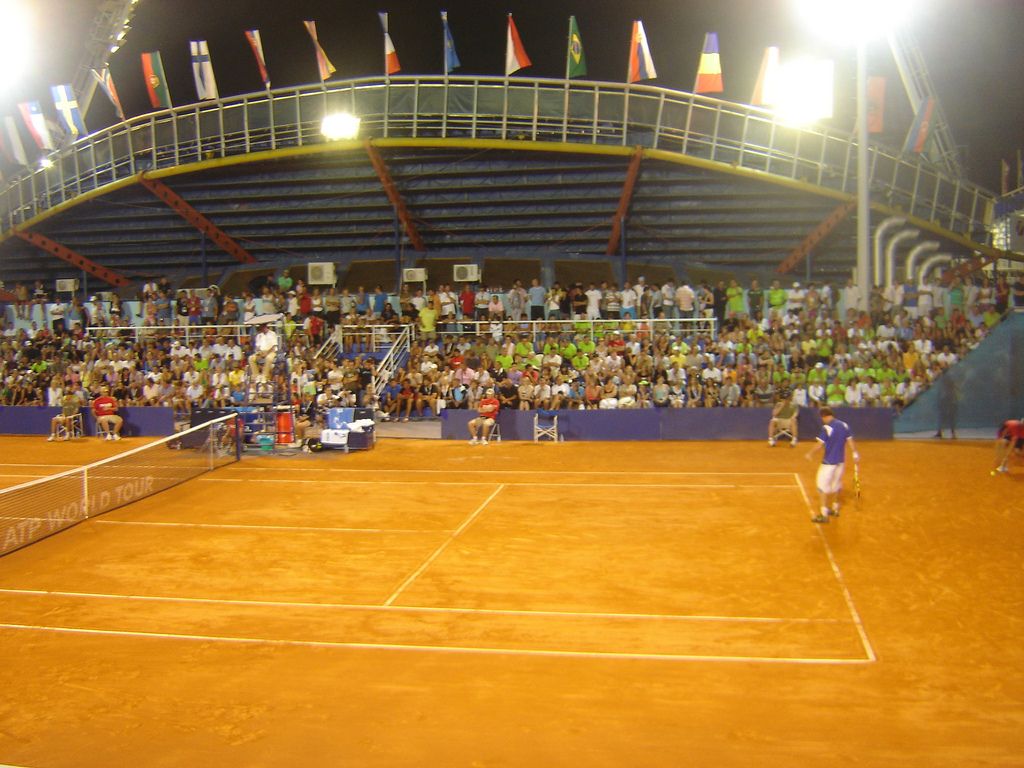
Blaž Kavčič, 2009
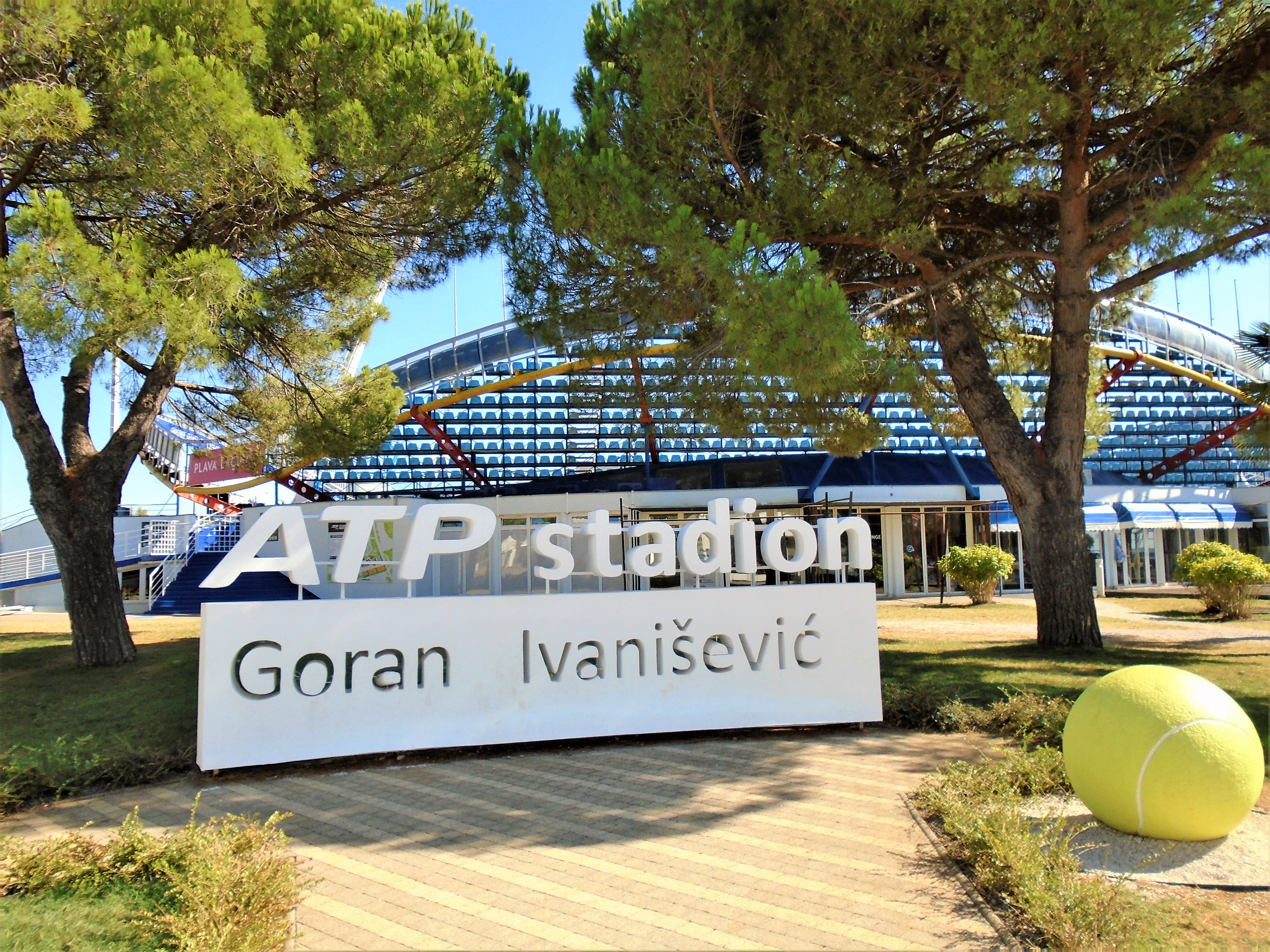
Aréna Gorana Ivaniševiće
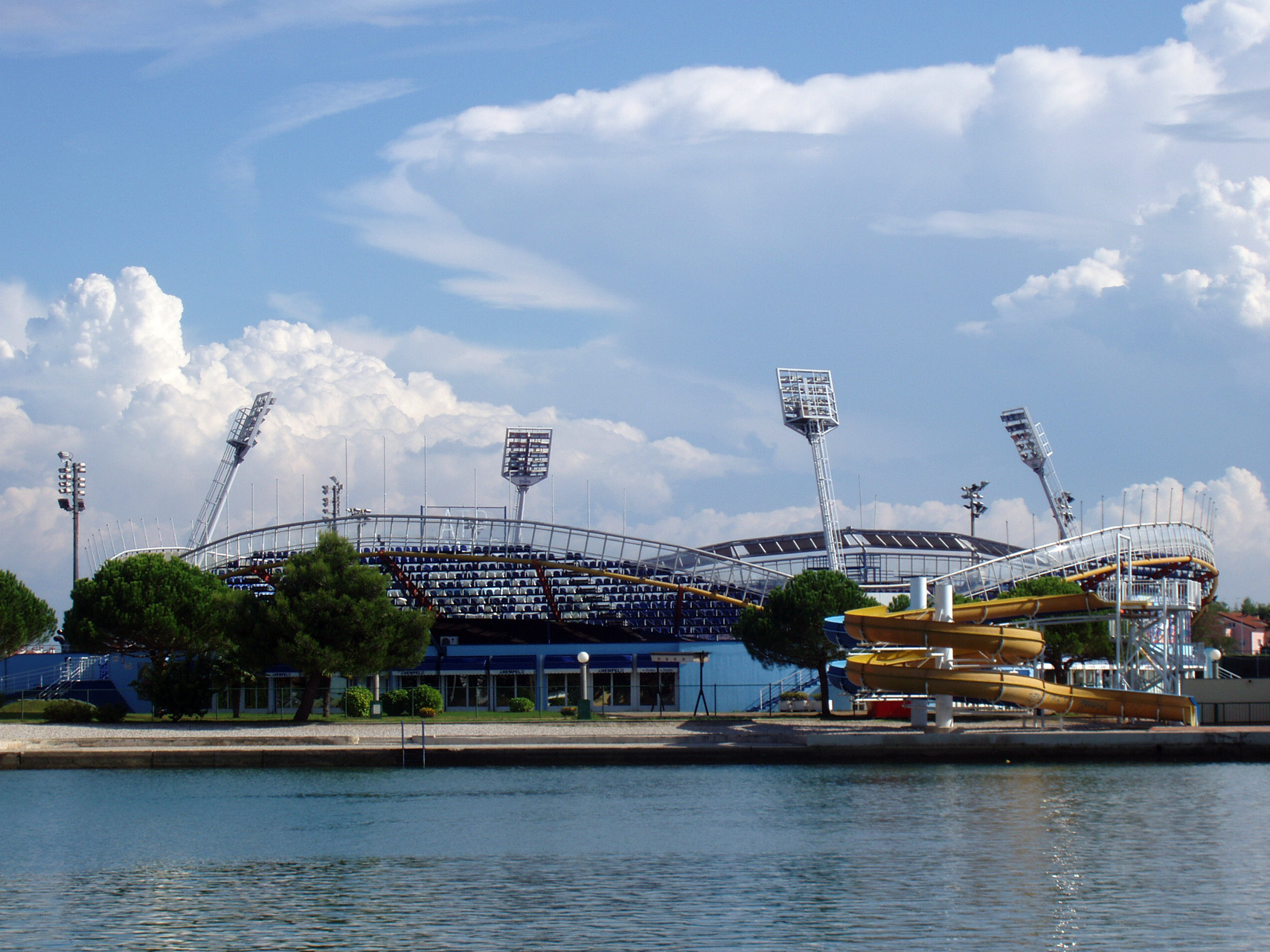
Aréna Gorana Ivaniševiće